# Куты (Ветковский район)
Куты (бел. Куты) — посёлок в Неглюбском сельсовете Ветковского района Гомельской области Белоруссии.

## География

### Расположение
В 23 км на северо-восток от Ветки, 45 км от Гомеля, 39 км от железнодорожной станции Добруш (на линии Гомель — Вышков).

## Транспортная сеть
Транспортные связи по просёлочной, затем автомобильной дороге Светиловичи — Гомель. Строения деревянные усадебного типа, около просёлочной дороги.

## История
Основан в начале XX века. В 1909 году сторожка, в Столбунской волости Гомельского уезда Могилёвской губернии. В 1926 году в Столбунском сельсовете Светиловичского района Гомельского округа. В 1930 году жители вступили в колхоз.

## Население

### Численность
- 2004 год — 1 хозяйство, 1 житель.

### Динамика
- 1909 год — 1 двор, 3 жителя.
- 1926 год — 19 дворов, 114 жителей.
- 1940 год — 25 дворов, 160 жителей.
- 1959 год — 123 жителя (согласно переписи).
- 2004 год — 1 хозяйство, 1 житель.